# Corsia crenata
Corsia crenata är en enhjärtbladig växtart som beskrevs av Johannes Jacobus Smith. Corsia crenata ingår i släktet Corsia och familjen Corsiaceae. Inga underarter finns listade.